# Хольгер Чукай
Хольгер Чукай (нім. Holger Czukay; 24 березні 1938 — 5 вересня 2017) — німецький музикант, найбільш відомий як співзасновник краутрок-гурту Can. Описаний музичними критиками, як такий, що «успішно подолав розрив між попмузикою та авангардом», Чукай також відзначився тим, що створив перші важливі зразки ембієнт-музики, досліджував «етнічну музику» задовго до того, як цей термін був винайдений, і був піонером семплування.